# Василий-Ты
Васи́лий-Ты (также Василийты) — озеро в Ловозерском районе Мурманской области, расположенное в центре Кольского полуострова, западнее Пинозера и юго-восточнее озера Спасительны-Ты. Относится к бассейну Баренцева моря.
Площадь зеркала — 5,2 км². Высота над уровнем моря — 234,5 м. Длина озера составляет около 4,7 км при максимальной ширине 1,8 км в центральной части.
Имеет неправильную форму, с сильно изрезанной береговой линией на западе и востоке и умеренно — на юге и севере. Впадает несколько ручьёв без названия. На востоке вытекает река Пина, приток Восточной Лицы, через которую озеро Василий-Ты соединено с Пинозером. Имеется несколько островов, разбросанных по разным частям озера. На берегах — холмы высотой до 314 м (гора Карта-Мыльк). Берега покрыты тундровой, лесотундровой и болотной растительностью.
Код водного объекта в государственном водном реестре — 02010000911101000004758.